# Comuna de Sokoły
Sokoły (polaco: Gmina Sokoły) é uma gminy (comuna) na Polónia, na voivodia de Podláquia e no condado de Wysokomazowiecki. A sede do condado é a cidade de Sokoły.
De acordo com os censos de 2004, a comuna tem 5983 habitantes, com uma densidade 38,5 hab/km².

## Área
Estende-se por uma área de 155,57 km², incluindo:
- área agricola: 71%
- área florestal: 19%

## Demografia
Dados de 30 de Junho 2004:
|                      | Total   | Total | Mulheres | Mulheres | Homens  | Homens |
| -------------------- | ------- | ----- | -------- | -------- | ------- | ------ |
|                      | pessoas | %     | pessoas  | %        | pessoas | %      |
| População            | 5983    | 100   | 2973     | 49,7     | 3010    | 50,3   |
| Densidade (pop./km²) | 38,5    | 100   | 19,1     | 19,1     | 19,3    | 19,3   |

De acordo com dados de 2002, o rendimento médio per capita ascendia a 1429,51 zł.
Bruszewo, Bruszewo-Borkowizna, Bujny, Chomice, Czajki, Drągi, Dworaki-Pikaty, Dworaki-Staśki, Idźki Młynowskie, Idźki Średnie, Idźki-Wykno, Jabłonowo-Kąty, Jabłonowo-Wypychy, Jamiołki-Godzieby, Jamiołki-Kowale Rawki, Jamiołki-Piotrowięta, Jamiołki-Świetliki, Jeńki, Kowalewszczyzna, Kowalewszczyzna-Folwark, Kruszewo-Brodowo, Kruszewo-Głąby, Kruszewo-Wypychy, Krzyżewo, Mojsiki, Noski Śnietne, Perki-Bujenki, Perki-Franki, Perki-Karpie, Perki-Lachy, Perki-Mazowsze, Perki-Wypychy, Pęzy, Porośl-Kije, Nowe Racibory, Stare Racibory, Roszki-Chrzczony, Roszki-Leśne, Roszki-Sączki, Roszki-Ziemaki, Rzące, Sokoły, Truskolasy-Lachy, Truskolasy-Niwisko, Truskolasy-Olszyna, Stare Truskolasy, Truskolasy-Wola, Waniewo

## Comunas vizinhas
- Choroszcz, Kobylin-Borzymy, Kulesze Kościelne, Łapy, Nowe Piekuty, Poświętne, Wysokie Mazowieckie